# Spoedeisendehulparts

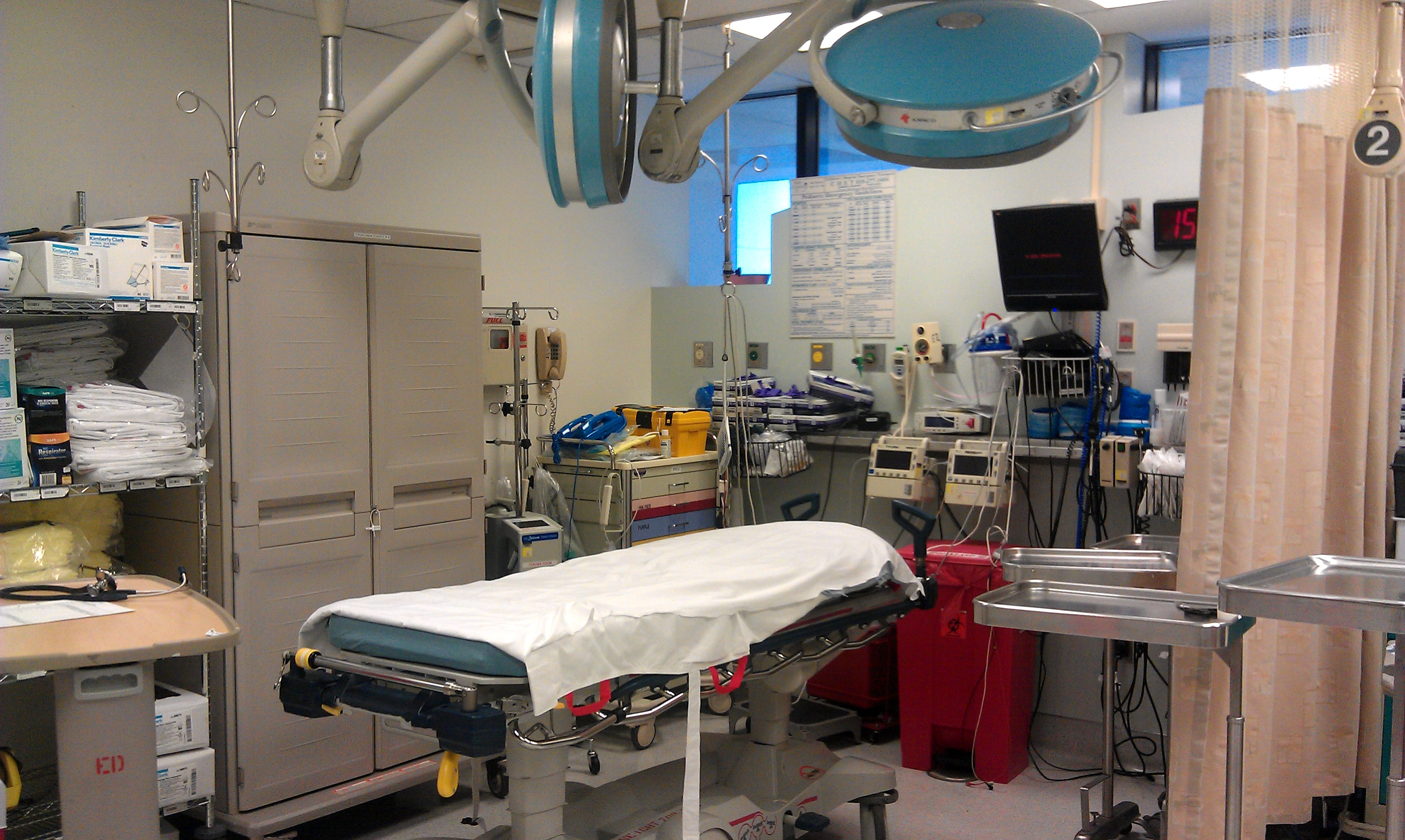
Het werkgebied van de SEH-arts

Een spoedeisendehulparts (ook wel afgekort tot: SEH-arts) is in Nederland een arts die is gespecialiseerd in het verlenen van spoedeisende geneeskunde op een afdeling spoedeisende hulp (SEH) in een ziekenhuis. In de Nederlandse regelgeving is dit geen apart medisch specialisme maar een door de KNMG erkend en geregistreerd medisch profiel. Het College Geneeskundige Specialismen heeft de spoedeisendehulparts in maart 2023 erkend als medisch specialist en heeft dit besluit aangeboden aan de minister.
De SEH-arts verricht triages bij patiënten die binnengebracht worden op een SEH, stelt een algemeen en een gericht medisch onderzoek in, en stelt een behandeling in. In tweede instantie kan de SEH-arts de zorg overdragen op een vakspecialist, zoals een neuroloog bij neurologische aandoeningen, een oogarts bij oogletsel enzovoorts.
De SEH-arts heeft een coördinerende rol op de SEH, waarbij intensief wordt samengewerkt met alle andere daar werkende beroepsgroepen, zoals SEH-verpleegkundigen, ambulanceverpleegkundigen, radiologen en radiologisch laboranten enzovoorts.